# گزارش فرانسوی
گزارش فرانسوی (انگلیسی: The French Dispatch) فیلمی آلمانی آمریکایی به کارگردانی وس اندرسن است. این فیلم کمدی-درام است. گزارش فرانسوی توسط والت دیزنی منتشر شد و بازیگرانی چون سیسیل دو فرانس، فرانسیس مک دورمند، بیل مری، تیموتی شالامی، لئا سیدو،  آدرین برودی و جفری رایت به نقش آفرینی پرداختند.
وس اندرسن در ساخت این فیلم از زندگی واقعی کارکنان مجله نیویورکر الهام گرفته‌است.
همچنین این فیلم برای نخستین بار در جشنواره کن ۲۰۲۱ به نمایش درآمد.

## داستان
کارکنان یک نشریه در یک شهر تخیلی فرانسه به نام گزارش فرانسوی، تصمیم می‌گیرند به مناسبت درگذشت سردبیرشان یک نسخه یادبود چاپ کرده و به بزرگداشت چهار واقعه مهم یک دهه گذشته‌شان بپردازند؛ این چهار واقعه عبارتند از گزارش یک دوچرخه‌سوار از شهر، حبس ابد یک هنرمند نقاش، شورش‌های دانشجویی و ماجرای یک گروگان‌گیری.